# Бурасса, Робер
Робер Бурасса, фр. Robert Bourassa (14 июля 1933, Монреаль, Квебек, Канада — 2 октября 1996, Монреаль, Квебек, Канада) — канадский политик, премьер-министр Квебека от Либеральной партии Квебека дважды: с 12 мая 1970 года по 25 ноября 1976 года, затем с 12 декабря 1985 года по 11 января 1994 года.

## Молодость
Учился в Колледже имени Жана де Бребёфа (fr:Collège Jean-de-Brébeuf).
Затем получил диплом юриста в Монреальском университете в 1956 г. и был принят в Адвокатскую коллегию Квебека в том же году. Позднее учился в Оксфорде, а также получил диплом по политэкономии в Гарварде.
Женился на Андре Симар, дочери крупного промышленника Эдуара Симара, владельца Sorel industries. В браке родилось двое детей — сын Франсуа и дочь Мишель Бурасса.
В 1966 г. впервые избран в Национальную ассамблею Квебека от округа Мерсье. 17 января 1970 г. возглавил Либеральную партию Квебека. В том же году в результате победы партии на выборах 29 апреля, был 12 мая назначен премьер-министром провинции, прекратив кратковременный период возврата к власти партии Национальный союз. Таким образом, стал самым молодым премьер-министром Квебека, заняв этот пост в 36 лет.

## Первое правительство
В должности премьер-министра Квебека сыграл решающую роль в разрешении октябрьского кризиса 1970 г., когда министр труда в его правительстве Пьер Лапорт был похищен и убит членами Фронта освобождения Квебека. Именно Бурасса потребовал от премьер-министра Канады Пьера Трюдо объявить чрезвычайное положение и применить Закон о военном положении, в результате чего канадская армия стала патрулировать улицы крупных квебекских городов и национальной столицы г. Оттава.
Бурасса и Трюдо часто сталкивались по вопросам отношений между провинцией и федеральным правительством. Трюдо всячески противостоял любым поползновениям квебекского сепаратизма. Кроме того, Трюдо испытывал личную неприязнь к Бурасса, обзывая его «пожирателем хотдогов».
Находясь у власти, Бурасса последовательно проводил политику защиты французского языка на территории Квебека. В 1974 г. добился принятия Закона об официальном языке Квебека (Loi sur la langue officielle ou Loi 22), известного также как «Закон 22». Позднее, в 1976 г., взамен этого закона правительство Квебекской партии приняло Хартию французского языка, также известную как закон 101. Тем не менее, Закон 22 был для своего времени куда более радикальным, чем последующий Закон 101. Придав французскому языку статус официального языка провинции Квебек, этот закон означал, что Квебек больше не являлся двуязычной территорией (на федеральном уровне в Канаде английский и французский языки пользуются равным статусом). Закон 22 вызвал раздражение как англо-квебекцев, которые рассматривали его как посягательство на свои права, так и франкофонов, которые считали его недостаточно радикальным. В результате того, что обе указанных группы отвернулись от него, Бурасса потерпел поражение на квебекских выборах 1976 года. Также заметными достижениями его первого правительства были Закон о страховании по болезни (1970), о семейных пособиях в Квебеке (1973), о юридической помощи (1973), а также Квебекская хартия прав и свобод человека (1975).
Проиграл выборы 1976 г., на которых победила Квебекская партия во главе с Рене Левеком, и даже более того, утратил в результате этих выборов депутатское место — в его «собственном» округе Мерсье его победил Жеральд Годен. Ушёл в отставку с поста лидера Либеральной партии Квебека и занимал преподавательские должности в Европе и в США.

## Второе правительство

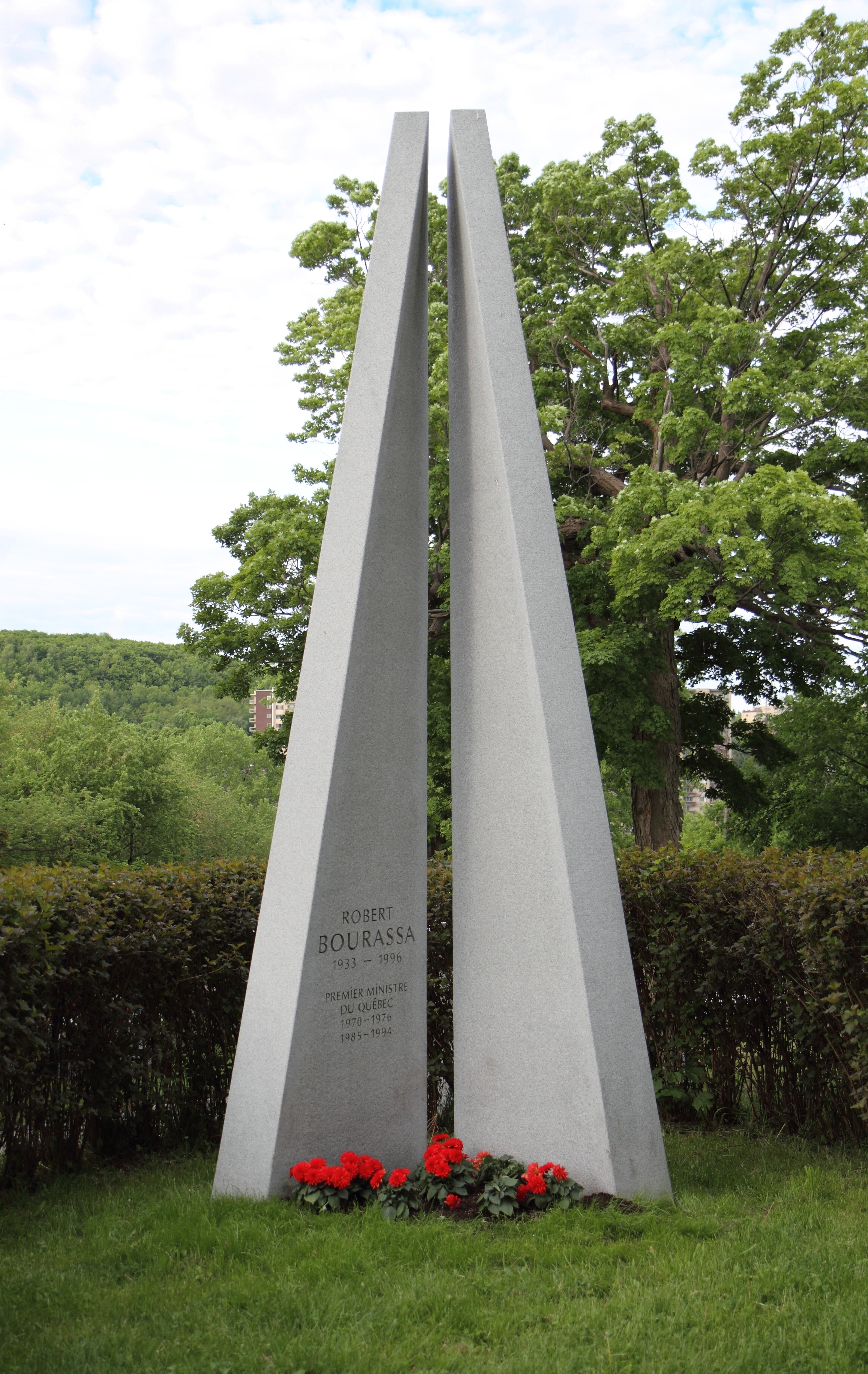
Надгробие Р. Бурасса на кладбище Нотр-Дам-де-Неж

Бурасса оставался вне политики до 1983 г., когда 15 октября его вновь избрали лидером Либеральной партии Квебека. В результате квебекских выборов 1985 г. он вновь получил возможность сформировать правительство. При этом в ходе выборов он потерпел поражение в собственном округе Бертран и должен был ждать 6 недель до выборов в округе Сен-Лоран, где один из депутатов уступил ему своё место. Премьер-министр присутствовал как зритель при инаугурации нового правительства, когда вступительную речь произнесла вице-премьер Лиз Бакон.
Во время своего второго мандата Бурасса, опираясь на Статью 33 Канадской хартии прав и свобод, позволяющей провинциальным парламентам в ряде случаев действовать в противоречии с Хартией, отменил решение Верховного суда Канады, объявившего неконституционными некоторые разделы Хартии французского языка. Это решение спровоцировало отставку ряда англоговорящих министров его кабинета. Несмотря на это, несколько лет спустя он внёс в хартию ряд изменений и дополнений — этот компромисс снизил споры вокруг языка, которые оставались доминирующим вопросом в квебекской политике в течение десятилетий. Большинство квебекцев приняло новый статус языка.
Бурасса боролся за признание Квебека «отдельным обществом» в рамках Конституции Канады, пообещав квебекцам, что их отличный статус в рамках Канады должно быть зафиксировано в новом конституционном соглашении. Тем не менее, Трюдо удалось успешно противостоять Бурассе во время обоих мандатов последнего. Ещё во время своего первого мандата Бурасса участвовал в подготовке проекта Викторийской хартии 1971 года — неудачной попытки коннституционной реформы. Во время второго мандата он тесно сотрудничал с канадским премьер-министром Брайаном Малруни и смог добиться многочисленных уступок со стороны федерального правительства, которые были включены в текст Мичского и Шарлоттаунского соглашений. Неудача этих двух соглашений привела к провалу попыток конституционной реформы, и инициативу перехватили сторонники полной независимости провинции.
Бурасса начал проект ГЭС в заливе Джеймс, однако столкнулся с противодействием экологических активистов, а также индейцев кри, которые обитали в регионе предполагаемого строительства. Также правительство Бурассы сыграло решающую роль в том, что в ходе Летних олимпийских игр в Монреале 1976 г. были сэкономлены огромные бюджетные средства, чуть было не пропавшие из-за многочисленных задержек в строительстве, произошедших по вине мэра Монреаля Жана Драпо. Несмотря на это, Бурассу обвинили в том, что он якобы потратил деньги зря, пытаясь спасти Олимпийские игры, вместо того, чтобы принять меры к обеспечению адекватного управления их подготовкой. Его правительство оказалось в центре коррупционных скандалов, которые стали одной из причин его поражения на выборах 1976 года.
В 1990 году Бурасса ввёл в Квебеке весьма спорный налог на продукты и услуги (в знак протеста против которого ушёл в отставку министр налогов Квебека М. Ив Сеген).
Ввиду ухудшения здоровья в 1994 г. Бурасса ушёл из политики, тем более, что в должности премьера он начал терять популярность. В должности лидера либералов и премьер-министра Квебека его сменил Даниэль Джонсон (Daniel Johnson), который 9 месяцев спустя потерпел поражение от Квебекской партии.
Умер в 1996 году в г. Монреаль от рака кожи в возрасте 63 лет. Погребён на кладбище Нотр-Дам-де-Неж в Монреале.